# 輝光翼戦記 天空のユミナ
『輝光翼戦記 天空のユミナ』（きこうよくせんき てんくうのゆみな）は、Will社内のブランドETERNALから2009年1月23日にリリースされたアダルトゲームである。

## 作品概要
ETERNALブランドの第1作。ゲームはアドベンチャーゲームとコンピュータRPGのパートから構成される。2011年12月22日に廉価版が発売された。2010年1月29日にファンディスク『輝光翼戦記 天空のユミナFD -ForeverDreams-』が発売された。

## 登場人物

### 主人公
朱島 歩武（あかしま あゆむ）
声：櫻井真人（AVGパートは声なし）
本作の主人公。父親の武人から弓那を守るように命令され神撫学園に転入してきた。基本的には事なかれ主義であったが、弓那と選挙で戦うことにより少しずつ変わっていく。実は、アルゴダ星で武人に拾われてきたため、純粋な地球人ではなかった。また、弓那とは義理の兄妹である。属性は赤。そのほか、星徒会大戦では、イベントで重要なスキルを覚える。
性格はやる時はやる。だが、そうでないほうが多い。前者の時になれば驚異的な能力を見せる。そのため元々顔立ちも悪くないためその時しだいで女性に好意を抱かれやすい。対人関係では、相手が言わない事は聞かない主義だが固い感じではないため、交友関係は広いと思われる。

### メインヒロイン
翠下 弓那（みどりした ゆみな）
声：水霧けいと
神撫学園2年で歩武のクラスメイト。喜怒哀楽が激しく、挫けてもすぐに立ち直る雑草魂の持ち主。仲間から「残念」と言われるほど学力がとても低く、試験では常に赤点。数学の追々試が受けられず留年が決まってしまい、これを回避するため星徒会大戦に参加することになる。属性は緑。論説戦では回復や歌などの後方支援を担当。
黒河 雲母（くろかわ きらら）
声：里宮アリサ
神撫学園3年で論説部部長。弓那や歩武を星徒会大戦に巻き込んだ張本人。身長も性格もＳな人。策謀をめぐらせるのが得意で、弱小の論説部が大戦を勝ち抜く司令塔となる。学業の成績は入学以来ずっとトップで交友関係もそれなりにあるようだが雲母の方が周りにやや距離を置いている様子。属性は黒。相手の能力を低下させたりバックヤードを直接狙う攻撃が得意。
御木津 藍（おきつ あい）
声：遠山枝里子
神撫学園1年。中途半端な時期に突然転校してきてすぐに論説部に入部したいと言ってくる。何を考えているのかよく分からない不思議系。言動が怪しく明らかに何か隠しているようだが、ツッコんでも疲れるだけなので皆スルーしている。異常なまでの大食い。属性は青。敵の行動を阻むブラストスキルを持つ。

### サブヒロイン
本間 麻衣乃（ほんま まいの）
声：松田理沙
神撫学園2年で図書委員会の委員長を務める。本が好きで引っ込み思案。星徒会大戦に参加するが1回戦で論説部に敗北する。ただ彼らとの出会いを経て少しずつ積極的になっていこうと努力するようになる。属性は緑。
緋ノ宮 灯（ひのみや ともり）
声：まきいづみ
神撫学園2年で歩武・弓那・直人と同じクラス。かなりの巨乳。おっとりした性格だがたまに毒を吐く。歩武のことを想っているが友人の弓那に遠慮してそれを隠している。論説部準部員だが論説戦には参加せず裏方としてサポートしている。
坂上 月夜（さかうえ つくよ）
声：里見小春
神撫学園2年で巫女委員会の委員長。どこか浮世離れした雰囲気がある。未来が視える不思議な力を持っている。学園の裏に神社を建て、普段はその奥にいるのでその姿を見かけることはあまりない。星徒会大戦では準決勝で論説部に敗れる。属性は青。
坂上 陽子（さかうえ ようこ）
声：風音
神撫学園2年で巫女委員会の副委員長。月夜の双子の姉。その割にあまり似ておらずオバサンっぽく見られるのを気にしている。頻繁に集会を開いて月夜の力を利用し信者を集め、勢力を拡大中。星徒会大戦では月夜共々準決勝で敗退。属性は黒。
神楽 那由他（かぐら なゆた）
声：三咲里奈
神撫学園3年で現星徒会長。入学早々当時の星徒会に不信任案を突きつけ、直後の星徒会大戦で優勝し今の座にいる。強い自負を持ち実質的に一人で全ての仕事をこなしている。学業は雲母に次ぐ2位をキープ、運動神経も抜群。さらにスタイルも良いと評判だが…。属性は金。

### その他サブキャラクター

#### 神撫学園
観月 直人（みづき なおと）
声：深山怜子
神撫学園2年で弓那たちのクラスメイト。灯と同じく論説部準部員で裏方。さわやかで人当たりも良いが、けっこう腹黒。灯に近づく男は黎によってことごとく排除される中で、どうやったのか直人だけは普通に友達として接触できている。
緋ノ宮 黎（ひのみや れい）
声：ヘルシー太郎
神撫学園3年、灯の兄。男子硬式テニス部の部長で二度も全国大会団体優勝に導いた。力こそ全てと考える熱血・俺様思考。現会長の独裁に反対する者たちをまとめ、運動部連合として不信任を叩きつけた。優勝候補の一角だったが2回戦で論説部に敗れる。灯のこととなると我を忘れる、いわゆるシスコン。属性は赤。
古都無 進（ことなし しん）
声：波動拳
学園長。飄々とした性格。よく仕事をさぼっているので「サボナシ学園長」とのあだ名が付いている。雲母と二人で何か深刻な話をしている場面も…。
松林 弘明（まつばやし ひろあき）
声：杉村貴幸
神撫学園教師。弓那のクラス担任で柔道部の顧問もしている。
睦越 八枝美（むつこし やえみ）
声：天野かなで
購買部を営業する、神撫学園の学生（？）。彼女の扱う商品は常人には理解しがたいものばかりだが、商売人としての目は本物。星徒会大戦ではなぜか司会をやっている。金儲けの匂いがするところには宇宙だろうがその外だろうがどこにでも現れる謎の多いキャラ。

#### オーダクル世界
ベリダディア＝エフェメラントソード
声：姫川あいり
ユプシラに仕える女騎士。その人形のように愛らしい外見が他の女性キャラの心を鷲掴みにしたようで、本編では弓那・FDでは麻衣乃・小説では柏木るみねに「お持ち帰り」されそうになるほど。しかし外見とは裏腹に自分の身体以上の大剣を振るう等、とても強い。絵ではツインテールに見えるが実は後頭部にもう一房あるのでトリプルテール。
ユプシラ＝ダナ＝ミドルスタン
声:伏羅りん
ミドルスタン王国の王女。あまりに豪快な所業から「暴風王女」の異名で恐れられている。城での生活は退屈らしく、よく抜け出してラダ村にやってくる。ベリダディアのことは部下というより友人だと思っている。
グヌマイオ＝ヴァラカーノ
声：木島宇太
ユプシラの執事。ユプシラからは「マオ」と呼ばれている。温厚な性格。

#### 宇宙編
イゼル＝ゼーレルム
声：山中荘一
銀河連邦の戦艦「ゼーレルム」の艦長。イシリアルに積極的に協力を求めるがそれが消極派との確執を生み、同期のガレオーンがトップに上りつめたのと対照的に、イゼルは大した出世もできず旧型艦船の艦長に留まっている。的確な判断力があり、艦の仲間には慕われている。
ジーダ＝ガンバッゾ
声：響洸
ゼーレルムの戦闘部隊隊長。イゼルに憧れ、皆が嫌がるゼーレルム行きをわざわざ志願。イシリアル能力はないが隊長として部隊をまとめ頑張っている。ファルアーに想いを寄せていることは艦のほぼ全員が知っているが、本人はなかなか切り出せない。
ファルアー＝ゼーレルム
声：神月あおい
ゼーレルムの統括オペレーターでイゼルの娘。ゼーレルムでは人員がほとんど補充されないので、弓那達が来るまでは貴重な若い女性だった。気立ての良い子だがジーダの気持ちに気付かない鈍いところも。
ディーレ＝グムラ＝タリム
声：このかなみ
アルゴダ星出身で、大統領リシェインの直属の部下「近衛騎士」の称号を持っている。まさに「宇宙最強のイシリアル」。藍は彼女を姉様（ねえさま）と呼び非常に慕っているが、彼女の方は話を聞かない藍に呆れている。属性は金。
ガレオーン＝ダイ＝ガトゥーダ
声：大河内正和
銀河連邦総帥。異空体と戦う連邦軍を指揮しているが、一方で増大するイシリアル達の力を恐れてもいる。常に人を見下したような言動をしており彼を嫌っている者も多い。
リシェイン＝アルスフリオ
声：春野伊吹

カラレス
声：子太明

朱島 武人
声：梅原稔

翠下 弓果
声：一色ヒカル

レイディアント・アムリィス
声：野神奈々

## 論説戦システム
星徒会大戦は、一般の生徒会長選挙のようなものだが、その仕組みはかなり特殊である。
星徒会長が辞める、もしくは卒業する時は会長が次の候補を指名できるため、大戦は定期的に開催されるものではない。大戦が起こるのは不信任案が出された時に限られる。不信任案は一定の署名と学園長の承認があれば会長は拒めず、星徒会は解散となる。大戦はトーナメント方式で行われ、10日間の選挙運動期間の後に候補者同士が決選演説となる「論説戦」を実施し、それを見て有権者が投票、勝った方が次に進める。トーナメントを勝ち抜き優勝した者が星徒会長となり、学園の規則を一つだけ改変できる特権が与えられる。
各試合には一つのテーマが与えられ、それについてディベートするのが論説戦だが、単に意見を言うだけでなく「イシリアルシステム」という装置を使った演出がなされる。頭でイメージすることで立体映像の武器を作ることができ、主張をしながらその武器で攻撃することで相手の反論する気力を萎えさせ、見ている有権者にも派手な演出でアピールできる。論説戦は決選演説の際に必ず行うが、選挙運動期間中にも仕掛けることができ、相手の演説を妨害することが可能である。
論説戦には何人参加してもよいが、基本的には最大人数である4対4で行う。それぞれ1人がフォワード（FW）として先頭に立ち主張、他はバックヤード（BY）として後ろからサポートする。ＦＷが攻撃することで相手の精神力にダメージを与え、支持率が上昇する。普通は攻撃をするのも受けるのもFWのみだが、BYを直接攻撃する・敵全員をまとめて攻撃する・BYが割り込んで攻撃する、といったスキルを持つ者もいる。
各キャラには属性が存在し、その多くは赤・緑・青・黒のいずれかである。その４色に対応するオーディエンスがあり、これらは両チーム共通の値となっている。一部のスキルを除きその属性のスキルをキャラが使用･行動するとその色に応じたオーディエンスが減少すると同時に他の色のオーディエンス値が増える仕組みとなっている。それぞれのスキルには必要なオーディエンス量設定されており、それが満たされない場合そのキャラは行動できない。FWの攻撃スキルは他のスキルより消費が激しいものが多いため、同じ者が延々とFWで強力な攻撃を続けることは難しいシステムになっており、サポートスキルによるオーディエンスの消費や相手のスキルの組み合わせ次第では可能。一方で相手とオーディエンスが共通な事を生かして相手が使用しようとしている攻撃スキルのオーディエンス値をこちらのスキルで先に消費することで相手の攻撃を妨害するような戦い方も可能である。相手の通常は相手全員のHPをゼロにすれば勝利だが、決選演説ではそれに加えて一定の支持率を超えることも条件となる。

## スタッフ
- 企画 - 高瀬奈緒文
- 原画 - 松竜、双月明
- シナリオ - 高瀬奈緒文、折畑啓助、座敷猫with企画屋、小林且典with企画屋
- メインデザイナー-凛華
- デザイナー-十五夜
- モンスターデザイン−谷口欣考
- テロップデザイン-きお誠児、凛華
- イベントCG監修-一之江潤
- イベントCG彩色-植野忠、石丸康弘、せんや、YOH、矢作しんと
- グラフィック-ひぐちのりえ
- SD原画 - こもわた遙華
- ボーカル曲 - Studio Many Miles High
- BGM -Studio Many Miles High

## 挿入歌
- 地球編OP『走れ!わがままハート』
  - 歌 - 水霧けいと、作詞 - 砂守岳央、作曲・編曲 - 四十万行道
- 地球編ED『あの天空へFly away!』
  - 歌・作詞 - 浦沢環、作曲・編曲 - 四十万行道
- 宇宙編OP『楽園のディスタンス』
  - 歌 - 浦沢環、作詞 - 砂守岳央、作曲・編曲 - 四十万行道
- 完結編ED『僕達の物語』
  - 歌 - 浦沢環、作詞 - 砂守岳央、作曲・編曲 - 四十万行道
- 『灰かぶり姫じゃなくても』
  - 歌 - 水霧けいと、作詞 - 砂守岳央、作曲・編曲 - 四十万行道
- 『灰かぶり姫じゃなくても ヘロヘロMIX』
  - 歌 - 水霧けいと、作詞 - 砂守岳央、作曲・編曲 - 四十万行道
- 『灰かぶり姫じゃなくても アカペラMIX』
  - 歌 - 水霧けいと、作詞 - 砂守岳央、作曲・編曲 - 四十万行道
- 『嘘つきと傷あと』
  - 歌 - 水霧けいと、作詞 - 砂守岳央、作曲 - 四十万行道、編曲 - Ryunex
- 『イン・ペイン/イン・ヴェイン』
  - 歌 - 水霧けいと、作詞 - 砂守岳央、作曲・編曲 - 四十万行道
- 『きいててね。』
  - 歌 - 水霧けいと、作詞 - 砂守岳央、作曲・編曲 - 四十万行道
- 『ぶちかませ!WAGAMAMA魂』
  - 歌 - 水霧けいと、作詞 - 砂守岳央、作曲・編曲 - 四十万行道
- 『輝けわがままハート』
  - 歌 - 水霧けいと、作詞 - 砂守岳央、作曲・編曲 - 四十万行道
- 『君と歩く、風が笑う』
  - 歌 - 遠山枝里子、作詞 - 砂守岳央、作曲・編曲 - 四十万行道
- 『ワープ・アウト・ラブ!』
  - 歌 - 遠山枝里子、作詞 - 砂守岳央、作曲・編曲 - 四十万行道
- 『Thesis～命題～』
  - 歌 - このかなみ、作詞 - 砂守岳央、作曲・編曲 - 四十万行道

## コミカライズ
月刊コンプティークの2009年7月号より9月号まで久松ゆのみによる作画で連載。

## ノベライズ
ハーヴェスト出版のなごみ文庫から、本編では名前とコメント文のみで後にFDにも出演することになる柏木るみねを主人公とした外伝『輝光翼戦記 天空のユミナ外伝 柏木るみねと二次元愛好会』。